# Alberto Bueno
Alberto Bueno Calvo (Madrid, 20 maart 1988) is een Spaans voetballer die doorgaans in de aanval speelt.

## Clubvoetbal
Bueno begon op vijfjarige leeftijd met voetballen in de jeugd van Real Madrid. Hij doorliep de gehele cantera (jeugdopleiding) en vanaf het seizoen 2006/2007 speelde de aanvaller voor Real Madrid Castilla, het tweede elftal van de club. Bueno werd met rugnummer 30 ingeschreven voor de UEFA Champions League-duels van het eerste elftal.
Op 22 december 2006 debuteerde Bueno in het eerste elftal van Los Merengues tegen stadsrivaal Atlético Madrid tijdens de Memorial Gil y Gil, een jaarlijkse wedstrijd ter ere van voormalig Atlético-voorzitter Jesús Gil y Gil. De wedstrijd eindigde in 0-0, waarna strafschoppen de beslissing moesten brengen. Mede door een misser van Bueno verloor Real Madrid de wedstrijd.
Bueno tekende in mei 2015 een contract van juli 2015 tot medio 2020 bij FC Porto, dat hem transfervrij inlijfde. De club nam een gelimiteerde transfersom van €40.000.000,- op in zijn verbintenis.
Naast zijn voetbalcarrière is hij ook fervent FIFA-speler. In seizoen 2014/2015 werd hij kampioen in een groot aantal divisies. Samen met zijn ploeggenoot Eugen Polanski brak hij verschillende records op het gebied van teamgeest en passing.

## Interlandcarrière
Bueno won in juli 2006 met het Spaans elftal het EK –19 in Polen, samen met onder andere zijn clubgenoten Esteban Granero, Javi García, Antonio Adán en Juan Manuel Mata. Hij werd zelf topscorer van het toernooi met vijf doelpunten. Op het EK bereikte hij met Spanje door in de groepsfase Turkije (5-3; één goal), Schotland (4-0; één goal) en Portugal (1-1) achter zich te houden en in de halve finale van Oostenrijk te winnen (5-0; één goal). In de finale won Bueno met zijn ploeggenoten met 2-1 van Schotland. waarbij hij beide Spaanse doelpunten maakte. In 2007 nam hij deel aan het WK –20 in Canada.
1 Roberto ·
2 Miquel ·
3 González ·
4 Hernández ·
5 Rolón ·
6 Kuzmanović ·
7 Iturra ·
8 Adrián ·
9 Borja ·
10 Juanpi ·
11 Castro ·
12 Ideye ·
13 Prieto ·
14 Recio  ·
15 Ricca ·
16 Peñaranda ·
17 Success ·
18 Rosales ·
19 Bueno ·
20 Keko ·
21 Samu García ·
22 Lestienne ·
23 Torres ·
24 Rolán ·
25 Lacen ·
26 En-Nesyri ·
27 Robles ·
29 Soler ·
Coach: González